# Cucuyulapa
Cucuyulapa es una comunidad del municipio de Cunduacán en Tabasco.

## Vías de comunicación
A la comunidad se le atraviesa la autopista de Coatzacoalcos-Villahermosa por lo cual se dedica a la agricultura y a la ganadería.

## Economía
En Cucuyulapa existen muchos establecimientos comerciales que a lo largo del tiempo se han establecido como: Farmacias Unión, abarroteras entre las más conocidas podemos destacar a las Tienda  y muchas más actualmente se dedica a las actividades petroleras y al comercio.
Este poblado se ha caracterizado y basado su economía en el gran potencial que representa su tierra. Ya que esta es de gran fertilidad y se cultivan diferentes cultivos.
El plátano se ha convertido en la principal fuente generadora de empleo y principal fortaleza de su economía, debido a esto este sitio se ha convertido autosuficiente y se vuelve generador de empleos diversos y un gran pequeño polo de desarrollo económico, ya que sus alrededores se han aunado en todos sus avances tecnológicos de este cultivo.
Con gran certeza se puede decir que después del municipio de Teapa Tabasco, el portador más importante es el municipio de Cunduacán como referente Cucuyulapa.
Este cultivo emplea desde campesinos como jornaleros, cortadores, embolsadores, debellotadores, empacadores, personal de manejo de agroquímicos como fertilizadores, regadores y lavadores; así como bodegueros, comercializadores y distribuidores.
Sobre la base de este cultivo se han desarrollado más otras actividades como la ganadería, que después de clasificar la fruta del banano, el restante se utiliza como alimento del ganado bovino y ovino, por la que se han establecidos grandes engordadoras de ganado en la región.
Tanto es el auge de esta producción que actualmente existen diversas maduradoras y empacadoras de plátano que son las principales distribuidores de este cultivo en el sureste de la república y son los principales surtidores de las grandes tiendas comerciales como Chedraui  y Wal-Mart.  En este rubro es tan importante, porque no solo son productores sino que también son distribuidores directo hasta el comprador. Entre las maduradoras más sobresalientes que se puedan mencionar están: bananas Monki, maduradora El Recreo, maduradora La Bendición, maduradora La Fe y maduradora Palma entre muchas otras que empiezan a despegar en este sector.

## Urbanismo
La comunidad cuenta actualmente con todos los servicios, es un Centro Integrador del municipio de Cunduacan por lo cual se concentra en la comunidad los servicios, comercios y centros recreativos

### Río Samaria
El río baña este lugar que está rodeado de un gran manto acuífero.